# Gallus Mag
Gallus Mag – amerykańska strażniczka w nowojorskim barze The Hole in the Wall, postać popularna w amerykańskim folklorze.

## Życiorys
„Mag” lub „Meg” było prawdopodobnie jej imieniem, a „Gallus” odnosiło się do męskich szelek, które nosiła. Słynęła ze wzrostu, miała ponad 6 stóp.
Herbert Asbury w książce The Gangs of New York wymienia ją jako jedną z „zaufanych strażniczek” Charleya Monnella. Miała odgryzać uszy źle zachowującym się klientom baru, wyrzucać na ulicę, a potem przechowywać urwane uszy w słoikach z alkoholem ustawionych za barem. Miała tak postąpić z Sadie Farell. Policja obawiała się Gallus Mag i uważała za najbardziej dziką kobietę, jaka wówczas istniała.
Według legendy duch Gallus Mag nadal nawiedza budynek baru The Hole in the Wall przy Water Street 279 na Manhattanie.

## W kulturze popularnej
Gallus Mag's to nazwa baru w pobliżu Corlears Hook istniejącego w połowie lub pod koniec XIX wieku.
W filmie Martina Scorsese Gangi Nowego Jorku (2002) postać Hell-Cat Maggie, gangsterki ulicznej i wojowniczki, grana przez Carę Seymour, jest połączeniem Gallus Mag, Hell-Cat Maggie i Sadie Farell. Scorsese na potrzeby filmu stworzył restaurację „Gallus Mag's Hole in the Wall”.
W 2016 Ronda Rousey zagrała Gallus Mag w serialu Drunk History na Comedy Central, w odcinku pt. „Scoundrels”.